# Albrecht Dietrich Gottfried von und zum Egloffstein

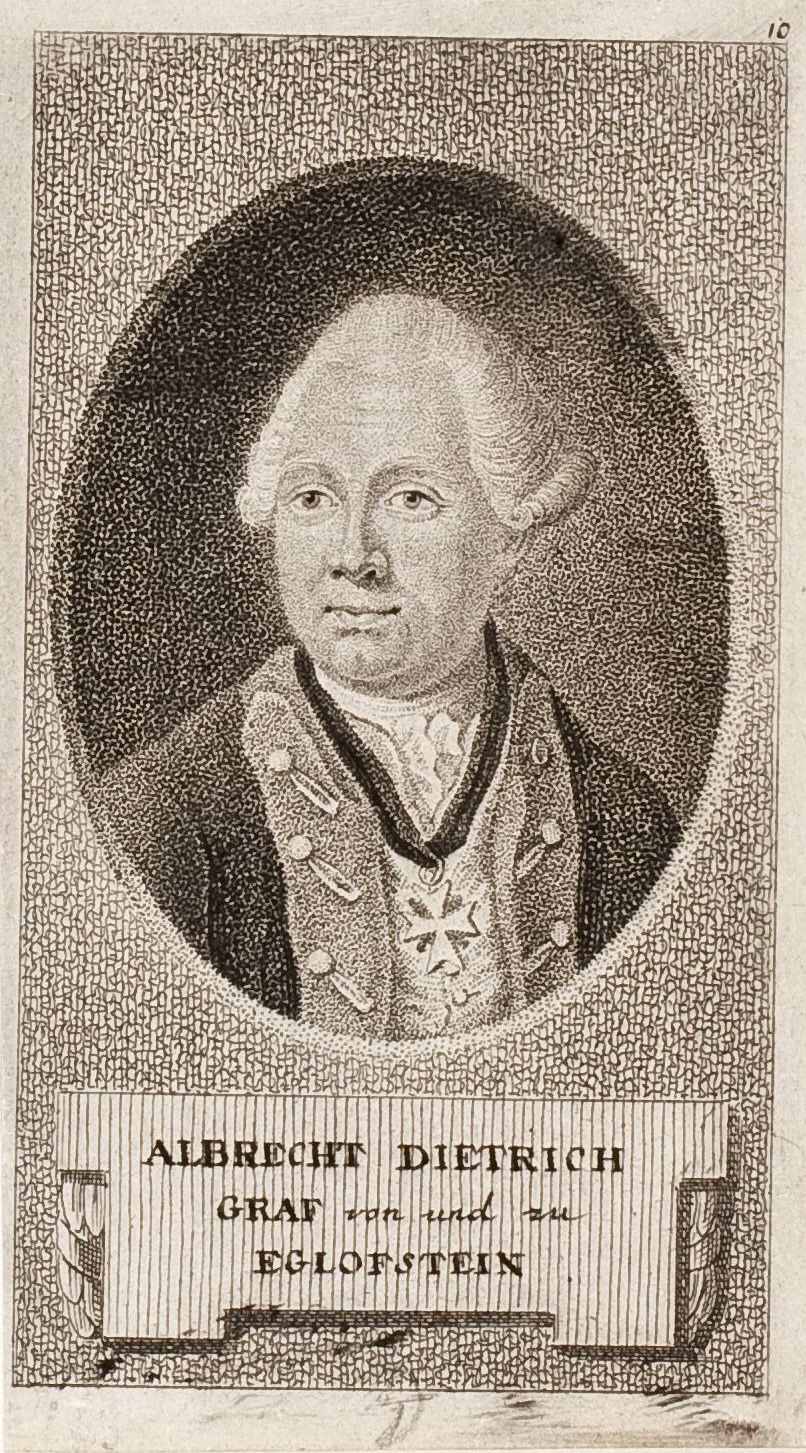
Albrecht von Egloffstein

Albrecht Dietrich Gottfried von und zum Egloffstein (* 6. Mai 1720 in Lamgarben; † Mai 1791 in Arklitten) war ein königlich-preußischer Generalleutnant und Chef eines nach ihm benannten Infanterieregiments. Er war zudem Gouverneur der Festungen von Königsberg, Memel und Pillau, Ritter des Pour le Mérite und des Johanniterordens.

## Herkunft
Albrecht Dietrich Gottfried Graf von und zu Egloffstein entstammte einer alten reichsritterschaftlichen Familie, die in Franken reich begütert und bei der Fränkischen Reichsritterschaft in den Kantonen Steigerwald und Gebürg immatrikuliert war. Mit einem Zweig war sie seit 1514 mit Hieronymus von und zu Egloffstein auch in Ostpreußen ansässig.
Aus dieser ostpreußischen Linie stammten die Eltern Albrechts von und zu Egloffstein, Abraham VII. Freiherr von und zu Egloffstein (* 13. März 1696; † 24. Juli 1736), auf Lamgarben, Warnkeim und Schönfließ, Königlich preußischer Amtshauptmann zu Ragnit, und Luise Gottliebe von der Groeben (* 11. November 1699; † 20. Juni 1796) aus dem Haus Nerfken.

## Leben
Im Jahr 1732 kam er an die Universität von Königsberg in Preußen. Als der neue König Friedrich II. dort nach seiner Thronbesteigung von 1740 seine Aufwartung machte, hielt er die Begrüßungsrede. Der König holte ihn in seine Armee und machte ihn zum Fähnrich im Regiment Camas zu Fuß. Im Jahr darauf 1741 kam er zum Regiment Schwerin zu Fuß. Dort wurde er im selben Jahr Seconde-Lieutenant. Während des Ersten Schlesischen Krieges 1742 wurde er beim Quartiermachen gefangen genommen und nach zehn Tagen ausgetauscht.
Er kämpfte in der Schlacht bei Mollwitz und der Schlacht bei Chotusitz. Bei der Belagerung von Prag 1757 war er Generaladjutant des Feldmarschalls von Schwerin. In der Schlacht wurde ihm der linke Arm zerschossen. Er erholte sich und konnte in Roßbach schon wieder kämpfen. In der Schlacht bei Kay erhielt er einen Schuss in die Brust. Auch diese Verwundung überlebte er und kämpfte in den Schlachten bei Liegnitz, von Torgau und Freiberg. 1745 wurde er Premier-Lieutenant. Im März 1757 wurde er zum Stabshauptmann befördert, im November 1759 erfolgte seine Beförderung zum Hauptmann. 1761 wurde er Major im Regiment Goltz zu Fuß, das unter dem Kommando des Bruders des Königs, Prinz Heinrich von Preußen, stand. Prinz Heinrich hatte mit seiner Armee sehr erfolgreich im letzten Jahr des Krieges gegen Sachsen und Österreicher gekämpft. In Anerkennung seiner Leistungen übersandte Friedrich II. seinem Bruder mit Schreiben vom 27. Mai 1762 fünf Orden Pour le Mérite, mit der Bitte, fünf Offiziere seiner Wahl im Namen des Königs mit dem Orden Pour le Mérite auszuzeichnen. Mit Antwortschreiben vom 4. Juni 1762 teilte Prinz Heinrich dem König mit, dass er den Major Egloffstein mit einem dieser Orden bedacht habe. Bereits am 1. Oktober 1764 wurde Egöffstein zum Johanniterritter geschlagen.
Nach dem Krieg diente Albrecht von und zu Egloffstein zunächst weiter in der preußischen Armee. 1771 wurde er Oberstleutnant und 1773 Oberst. Zwei Jahre später wurde er Kommandeur des Regiments Pelkowskiy zu Fuß. Am 20. Mai 1782 wurde er Chef des Regiments und am 21. Mai 1782 zum Generalmajor ernannt. Nach der ersten Teilung Polens 1772 und dem damit verbundenen Erwerb Westpreußens durch Preußen ernannte Friedrich II. Egloffstein zum Generalgouverneur von West- und Ostpreußen. Im November und Dezember 1783 leitete er die Blockade von Danzig. Danach erstattete er dem König persönlich Bericht. Dieser war sehr zufrieden und Egloffstein bekam ab 20. Mai 1784 ein zusätzliches Gehalt von 1000 Talern.
Seiner Verdienste um die preußische Monarchie wegen erhob der neue König Friedrich Wilhelm II. den damaligen Generalmajor und seinen Bruder Otto Friedrich (* 25. September 1733; † 21. November 1801) am 19. Oktober 1786 in den erblichen preußischen Grafenstand. 1787 wurde Egloffstein Generalleutnant sowie Gouverneur von Königsberg, Pillau und Memel. Im Juni 1789 bat er um seinen Abschied, der auch gewährt wurde. Gegen Ende seines Lebens zog sich Albrecht Dietrich Gottfried von und zu Egloffstein auf seine ostpreußischen Güter zurück und stiftete dort das Majorat Arklitten, dessen erster Majoratsherr er selbst wurde und das bis 1945 im Besitz der Familie blieb. Er starb im Mai 1791. Ein Denkmal im Vorhof des Schlosses Kunreuth erinnert an den Grafen.

## Familie
Er war seit dem 11. Februar 1748 mit Henriette Gottliebe von Bork (1731–1778), Tochter des Kammerdirektors Friedrich Albrecht von Borck verheiratet. Die Ehe blieb kinderlos.